# Ommata minuens
Ommata minuens là một loài bọ cánh cứng trong họ Cerambycidae.